# Geometrische verdeling
In de kansrekening en de statistiek is de geometrische verdeling een discrete kansverdeling die de kansen geeft in een serie onafhankelijke bernoulli-pogingen met succeskans {\displaystyle p} op het eerste experiment met als uitkomst succes. Voert men een vast aantal experimenten uit , dan moet men maar afwachten hoe vaak er succes is. Dit leidt tot de binomiale verdeling. Gaat men echter net zo lang door tot er een succes is, dan moet men maar afwachten hoe veel experimenten er nodig zijn. Dat aantal, {\displaystyle N}, is dan een stochastische variabele met als verdeling de geometrische verdeling, waarvan de kansfunctie gegeven wordt door:
{\displaystyle P(N=n)=(1-p)^{n-1}p}, voor {\displaystyle n=1,2,3,\ldots }
Eenvoudig is in te zien dat deze kans ontstaat doordat er {\displaystyle n-1} mislukkingen, elk met kans {\displaystyle 1-p}, voorafgaan aan het succes.
Alternatief definieert men de geometrisch verdeling ook als het aantal mislukkingen {\displaystyle Y=N-1} die optreden alvorens men een eerste succes heeft. Dit aantal komt uit de verzameling {0, 1, 2, 3, ...}. De kans dat er dan {\displaystyle n} mislukkingen optreden voor het eerste succes is dan gegeven door:
{\displaystyle P(Y=n)=(1-p)^{n}p}, voor {\displaystyle n=0,1,2,3,\ldots }
Welke van deze twee definities men "de" geometrische verdeling noemt hangt af van conventie en gemak.
Beschouw bijvoorbeeld een gewone dobbelsteen die herhaaldelijk geworpen wordt tot een eerste keer "1" verschijnt. De kansverdeling van het aantal keren de dobbelsteen gegooid wordt, wordt gedragen door de eindige verzameling {1, 2, 3, ... } en is geometrisch verdeeld met {\displaystyle p=1/6}.
De verwachtingswaarde en de variantie van een geometrische verdeelde toevalsgrootheid {\displaystyle N} zijn:
{\displaystyle \mathrm {E} (N)={\frac {1}{p}}}
{\displaystyle \mathrm {var} (N)={\frac {1-p}{p^{2}}}}
Voor de geometrisch verdeelde toevalsgrootheid {\displaystyle Y} zijn deze grootheden:
{\displaystyle \mathrm {E} (Y)={\frac {1-p}{p}}}
{\displaystyle \mathrm {var} (Y)={\frac {1-p}{p^{2}}}}
De kansgenererende functies van {\displaystyle N} en {\displaystyle Y} zijn, respectievelijk,
{\displaystyle G_{N}(s)={\frac {sp}{1-s(1-p)}}}
en
{\displaystyle G_{Y}(s)={\frac {p}{1-s(1-p)}}},
met
{\displaystyle |s|<(1-p)^{-1}}
Net zoals zijn continue analogon, de exponentiële verdeling, is de geometrische verdeling geheugenloos. Dat betekent dat wanneer je van plan bent een experiment te herhalen tot een eerste succes, wanneer het eerste succes nog niet voorgekomen is, de voorwaardelijke kansverdeling van het aantal additionele experimenten die nodig zijn, niet afhankelijk is van het aantal mislukkingen die al voorgevallen zijn. De dobbelsteen die men gooit of het muntstuk dat men opgooit, heeft geen "herinnering" aan deze mislukkingen. De geometrische verdeling is trouwens de enige geheugenloze discrete verdeling.
Van alle discrete kansfuncties die gedragen worden door {1, 2, 3, ... } met een gegeven verwachtingswaarde {\displaystyle \mu }, heeft de geometrische verdeling met parameter {\displaystyle p=1/\mu } de grootste entropie.
De geometrische verdeling van het aantal mislukkingen {\displaystyle Y} voor het eerste succes is oneindig deelbaar, dat wil zeggen voor elk positief geheel getal {\displaystyle n}, bestaan er onafhankelijke, identiek verdeelde toevalsvariabelen {\displaystyle Y_{1},\ldots ,Y_{n}} waarvan de som dezelfde verdeling heeft als {\displaystyle Y}. Deze zijn overigens niet geometrisch verdeeld tenzij {\displaystyle n=1}.

## Verwante verdelingen
De geometrische verdeling is een speciaal geval van de negatief-binomiale verdeling, met {\displaystyle r=1}. Meer algemeen, als {\displaystyle Y_{1},\ldots ,Y_{r}} onafhankelijke geometrisch verdeelde grootheden zijn met parameter {\displaystyle p}, dan volgt {\displaystyle Z=\sum _{m=1}^{r}Y_{m}} een negatief-binomiale verdeling met parameters {\displaystyle r} en {\displaystyle p}.
Als {\displaystyle Y_{1},\ldots ,Y_{r}} onafhankelijke geometrisch verdeelde grootheden zijn (met eventueel verschillende succesparameter {\displaystyle p_{m}}), dan is hun minimum {\displaystyle W=\min _{m}Y_{m}} eveneens geometrisch verdeeld, met parameter {\displaystyle p} gegeven door:
{\displaystyle p=1-\prod _{m}(1-p_{m})}